# American Movie
Pour plus de détails, voir Fiche technique et Distribution.
American Movie est un film américain réalisé par Chris Smith, sorti en 1999.

## Synopsis
Le film a été tourné entre septembre 1995 et août 1997. Il s'intéresse à la réalisation du film d'horreur à petit budget Coven de Mark Borchard.

## Fiche technique
- Titre : American Movie
- Réalisation : Chris Smith
- Musique : Mike Schank
- Photographie : Chris Smith
- Montage : Jun Diaz et Barry Poltermann
- Production : Sarah Price et Chris Smith
- Société de production : Bluemark Productions, C-Hundred Film Corporation et Civilian Pictures
- Pays de production :  États-Unis
- Genre : Documentaire
- Durée : 107 minutes
- Date de sortie : 
  - États-Unis : 5 novembre 1999

## Distinctions
Le film a reçu le grand prix du jury du Festival de Sundance dans la catégorie documentaire en 1999.